# Jahnula
Jahnula — рід грибів родини Aliquandostipitaceae. Назва вперше опублікована 1936 року.